# Kiril Sztankov
Kiril Sztankov Hrisztov, bolgárul: Кирил Станков Христов (Szófia, 1949. május 20. – 1992. május 7.) olimpiai ezüstérmes bolgár labdarúgó, hátvéd.

## Pályafutása

### Klubcsapatban
1967 és 1977 között a CSZKA Szofija labdarúgója volt, ahol hat bajnoki címet és négy bolgár kupagyőzelmet ért el.

### A válogatottban
1968 és 1976 között 12 alkalommal szerepelt a bolgár válogatottban. Tagja volt az 1968-as mexikóvárosi olimpián ezüstérmet szerzett csapatnak.

## Sikerei, díjai
Bulgária
- Olimpiai játékok
  - ezüstérmes: 1968, Mexikóváros

 CSZKA Szofija
- Bolgár bajnokság
  - bajnok (6): 1968–69, 1970–71, 1971–72, 1972–73, 1974–75, 1975–76
- Bolgár kupa
  - győztes (4): 1969, 1972, 1973, 1974